# ابو حریق
ابو حریق (به عربی: أبو حریق) یک روستا در سوریه است که در ناحیه سعن واقع شده‌است. ابو حریق ۵۳۳ نفر جمعیت دارد.